# زندان سفر (فیلم ۱۹۴۷)
زندان سفر یا زندان یاترا (به انگلیسی: Jail Yatra) فیلمی هندی محصول سال ۱۹۴۷ و به کارگردانی گاجانان جاگیردار است. در این فیلم بازیگرانی همچون راج کاپور و کامینی کاشال ایفای نقش کرده‌اند.